# Amanita nothofagi
Amanita nothofagi là một loài nấm thuộc chi Amanita trong họ Amanitaceae. Loài này được Greta Stevenson miêu tả khoa học lần đầu tiên năm 1962. Ban đầu, ông xếp nấm vào phân chi Phalloideae trong chi Amanita. Tuy nhiên, sau đó một nhà nghiên cứu khác là Geoff Ridley đã chuyển nó sang phân chi Validae dựa trên các đặc điểm hình thái sinh học.

## Miêu tả
Mũ nấm có đường kính từ 30 – 130 mm, khi mới mọc mũ nấm lồi, về sau trở nên dẹt dần và hơi lõm ở giữa. Cuống nấm cao từ 40 – 140 mm, đường kính thân cuống từ 5 – 25 mm.

## Phân bố
A. nothofagi phát triển trong mối quan hệ cộng sinh với chi cử Nothofagus. Đây là loài đặc hữu của New Zealand, được tìm thấy ở các đảo phía bắc và nam đất nước.